# Дмитрий Герасимов

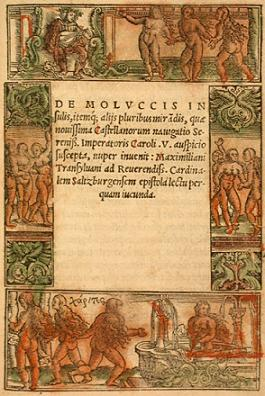
Письмо Максимилиана Трансильвана — первый опубликованный отчёт о кругосветном путешествии Магеллана, наиболее вероятным переводчиком которого на церковнославянский язык был Дмитрий Герасимов

Дмитрий Герасимов (Ми́тя, «посол Дмитрий», Дмитрий Толма́ч, Дмитрий Схола́стик, латинизированное имя Деметрий Эразмий, лат. Demetrius Erasmius, ок. 1465 — после 1535 или 1536) — русский книжник, дипломат, переводчик («толмач латинский», как называет его Никоновская летопись), учёный и богослов, пропагандист европейской культуры эпохи Возрождения в Русском государстве.

## Биография. Дипломатическая карьера
Родом скорее всего из Новгорода (так считается из-за устойчивых связей его с новгородской кафедрой и начала карьеры Дмитрия и его брата в этом городе), точное место его рождения неизвестно. Имел старшего брата — также книжника, монаха Герасима Поповку. Некоторое время Дмитрий жил в Ливонии, он знал немецкий язык и латынь. Затем входил в ближайшее окружение новгородского архиепископа Геннадия Гонзова (иеродиаконом при котором был его брат), в 1489 году выступает как писец — переписывает творения Афанасия Великого для Кирилло-Белозерского монастыря.
В первые два десятилетия XVI века Герасимов служил при Посольском дворе переводчиком (толмачём) (впоследствии Приказе) и участвовал в посольствах Василия III в Швецию, Данию, Норвегию, Пруссию (к великому магистру ордена) и Священную Римскую империю к императору Максимилиану I (эти миссии предположительно приурочены к ряду известных великокняжеских посольств 1510-х годов). В перерыве между миссиями Герасимов занимался книжной и переводческой деятельностью. 9 апреля 1525 года Василий III отправил Герасимова гонцом к папе Клименту VII с грамотой, где в ответ на посольство папы изъявлял желание участвовать в Лиге против мусульман. В июне-июле того же года Дмитрий был с почётом принят при папском дворе, посетил римский сенат, много осматривал город. Около этого времени в Европе становится известным портрет Василия III; возможно, его также преподнёс папе Герасимов. 20 июля 1526 года Дмитрий вместе с папским послом вернулся в Москву.
После поездки в Рим достигший 60-летнего возраста Герасимов целиком сконцентрировался на книжных трудах. Репрессии, постигшие в том же 1525 году Максима Грека, с которым Герасимов близко сотрудничал, его самого не коснулись. Дата его смерти неизвестна, последнее свидетельство о нём — перевод свода Бруно Вюрцбургского, выполненный Дмитрием в 1535 или 1536 году.

## Переводы

### Ранние переводы
Переводческая деятельность Герасимова началась около 1500 года. В этом году он переводил (вместе со своим многолетним сотрудником и коллегой по Посольскому двору, видным русским дипломатом Власом Игнатовым) надписания псалмов с немецкого для архиепископа Геннадия; некоторые исследователи предполагают, что Герасимов и Игнатов перевели с латыни предисловия и толкования Иеронима в знаменитой Геннадиевской Библии 1499 года. Дмитрий также перевёл с латыни трактат Николая де Лиры (1501), направленный против иудаизма. Другой трактат аналогичного содержания авторства Самуила Евреина (1504) переведён либо им же, либо Николаем Булевым («Николаем Немчином»); в 1979 году найден автограф Герасимова, который, правда, может быть и копией. Работа над этими двумя текстами также связана с заказом новгородской кафедры и вызвана бывшей тогда в разгаре борьбой против ереси жидовствующих; активным деятелем этой борьбы был именно владыка Геннадий Новгородский.

### Герасимов и Максим Грек

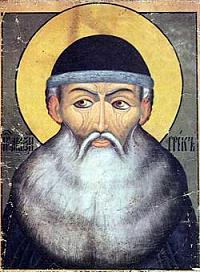
Максим Грек

В 1518 году в Москву с Афона прибыл Максим Грек (греческий гуманист Михаил Триволис), которому был поручен перевод богословских текстов с греческого на церковнославянский язык. В помощь ему были приставлены Дмитрий Герасимов и Влас Игнатов. Переводчики общались при помощи латыни (Герасимов и Игнатов не знали греческого, Максим Грек ещё не научился славянским языкам); латынь выступала и как язык-посредник при самом переводе (Максим переводил на латынь, Герасимов и Игнатов — с латыни на церковнославянский). Работа происходила в московском Чудовом монастыре, о ней Герасимов впоследствии рассказывал дьяку Мисюрю-Мунехину:

А мы с Власом у него сидим переменяяся: он сказывает по-латыньски, а мы сказываем по-русски писарем.

Этот коллектив перевёл Толковый Апостол (то есть авторитетные комментарии к Апостолу), Толковую Псалтирь и некоторые Беседы Иоанна Златоуста, посвящённые Евангелию. Впоследствии некоторые грамматические русизмы, вкравшиеся в церковнославянский язык последующих переводов Максима, выполненных им уже самостоятельно, послужили поводом для обвинения Максима в ереси и заточения его.

### Последний труд: свод Бруно Вюрцбургского с приложениями
В последние годы жизни (1530-е) Герасимов, опять же по заказу новгородского архиерея, на сей раз Макария, будущего митрополита московского, перевёл с латыни составленное Бруно Вюрцбургским (XI век) собрание толкований на Псалтирь отцов и учителей церкви (Иеронима, Августина, Григория Великого, Беды Пресвитера и Кассиодора). Перевод выдержек из западных (латинских) отцов церкви, живших ещё до Великого раскола и поэтому авторитетных и для православия (однако малоизвестных в византийском культурном ареале), имел большое культурное и богословское значение; в 1540—1550-е годы он получил значительное распространение, неоднократно переписывался и присутствовал в библиотеках нескольких крупнейших монастырей.
Цитируя псалмы, Герасимов использовал в основном принятый в его время церковнославянский перевод, однако в некоторых случаях для лучшей «увязки» с комментарием несколько редактировал его. В приложении к труду даны четыре Символа веры, славословие Амвросия Медиоланского, сказание о переводе Ветхого Завета с еврейского на греческий язык, католические правила толкования Священного писания и Краткая хронология по Исидору Севильскому, так называемый «Этимологиарий»; исидорову хронологию Герасимов снабдил собственными примечаниями, сопоставляющими её со славянской. Труд этот он окончил 15 октября 1535 года (ряд исследователей датируют рукопись 1536 годом); 70-летний переводчик называет себя «Дмитрий, грешной и мало ученый Схоластик, рекше ученик». Летопись говорит, что «Дмитрей, зовомый Толмач», над переводом «в старости мастите потрудися». Евгений (Болховитинов) в своём «Словаре историческом о бывших в России писателях духовного чина» (1818; статья о Герасимове входит в этот словарь, хотя нет сведений, чтобы он когда-либо был священнослужителем или монахом) даёт этому своду такую характеристику:

Переводы сии замечательны наипаче потому, что в такое время, когда Россияне всё Латинское считали подозрительным, в Новгороде имели смелость пренебрегать сие всеобщее предубеждение.

### Послание о Магеллане
Вероятнее всего, именно Герасимов познакомил славянского читателя с таким эпохальным событием, как плавание Магеллана — ему с наибольшей вероятностью приписывается выполненный на Руси церковнославянский перевод письма Максимилиана Трансильвана, секретаря Карла V, известного под сокращённым названием «De Molucciis», где содержится описание великого путешествия из первых рук — Трансильван общался с завершившим магелланову экспедицию капитаном Хуаном Элькано. Оригинал напечатан в Кёльне в 1523 году и стал первым европейским отчётом о кругосветном плавании. Писцом перевода (озаглавленного «Сказание о Молукитцкых островех») был Михаил Медоварцев, работавший в этом качестве вместе с Герасимовым в «команде» Максима Грека.

## Филологическая деятельность
Герасимову принадлежит работа, совмещающая в себе перевод и филологический труд: русская версия средневековой компиляции классической античной грамматики латинского языка Элия Доната («Донатус»). Здесь переводчик предложил грамматическую терминологию, а также аналоги латинским грамматическим категориям, например, перевёл плюсквамперфект («минувшее пресвершенное») русским вторичным имперфективом на -ыва-, сочетающимся с окончаниями различных церковнославянских прошедших времён (amaverat — любливалъ, аналогичная форма от глагола 'хотеть' выглядела как хачивалъ, типично русская, а не церковнославянская), что служит ценным свидетельством семантики соответствующих видовых форм в живом языке XVI века. На роль грамматики Герасимова не просто как памятника грамматической мысли, но и как лингвистического свидетельства обратил внимание П. С. Кузнецов.
|             | Единственное число | Множественное число |
| Первое лицо | любливахъ          | любливахомъ         |
| Второе лицо | любливаше          | любливасте          |
| Третье лицо | любливалъ тои      | любливаху тии       |

Образцом для Герасимова служили многочисленные латинско-немецкие издания «Доната» (так называемые интерлинеары), где латинский текст (включая парадигмы склонений и спряжений) был напечатан параллельно с переводом на немецкий язык. Создание грамматики было, вероятно, связано с необходимостью обучения латыни (есть косвенные сведения об обучении в Новгороде латыни при архиепископском дворе), но косвенно отражало и потребность в кодификации церковнославянской грамматики по авторитетному образцу. Перевод, по одному из предположений, был сделан в период учёбы Герасимова в Ливонии и использовался в переводческой деятельности Геннадиевского кружка в Новгороде, а по другому, датируется 1522 годом. Новейшая версия примиряет эти две гипотезы: согласно ей, Дмитрий создал первую редакцию русского «Доната» в Ливонии, а затем неоднократно на протяжении жизни её перерабатывал. Самые ранние списки относятся к середине XVI века. Долгое время исследовался фактически лишь один — Казанский список грамматики; итальянский славист В. Томеллери открыл в конце XX века и издал ранний Архангельский список, который содержит латинский текст (переписанный кириллицей) параллельно с русским. Всего число русских списков «Доната» Герасимова за XVI—XVII века́ достигает 25.

## Богословие
Оригинальные труды Герасимова посвящены богословской тематике. Среди них послесловие и другие комментирующие материалы к «Толкованию» Бруно и послание об иконописании княжескому дьяку М. Г. Мисюрю-Мунехину (известному также как адресат послания Филофея о Третьем Риме). Послание Мунехину посвящено необычной иконе из Пскова, где царь Давид изображён в образе Иисуса, а также представлен распятый серафим. Послание связано с поездкой Герасимова в Псков в свите Геннадия в 1495 или 1499 году.

## 1525 год. Первый гравированный географический чертёж Московии

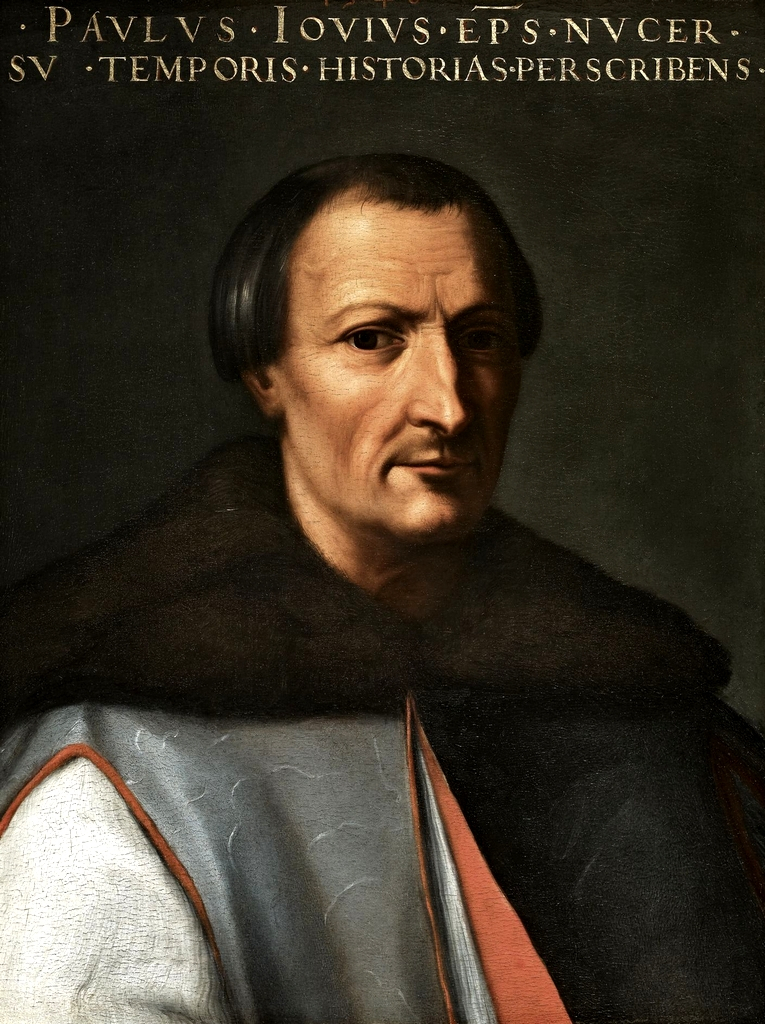
Паоло Джовио — римский собеседник Герасимова

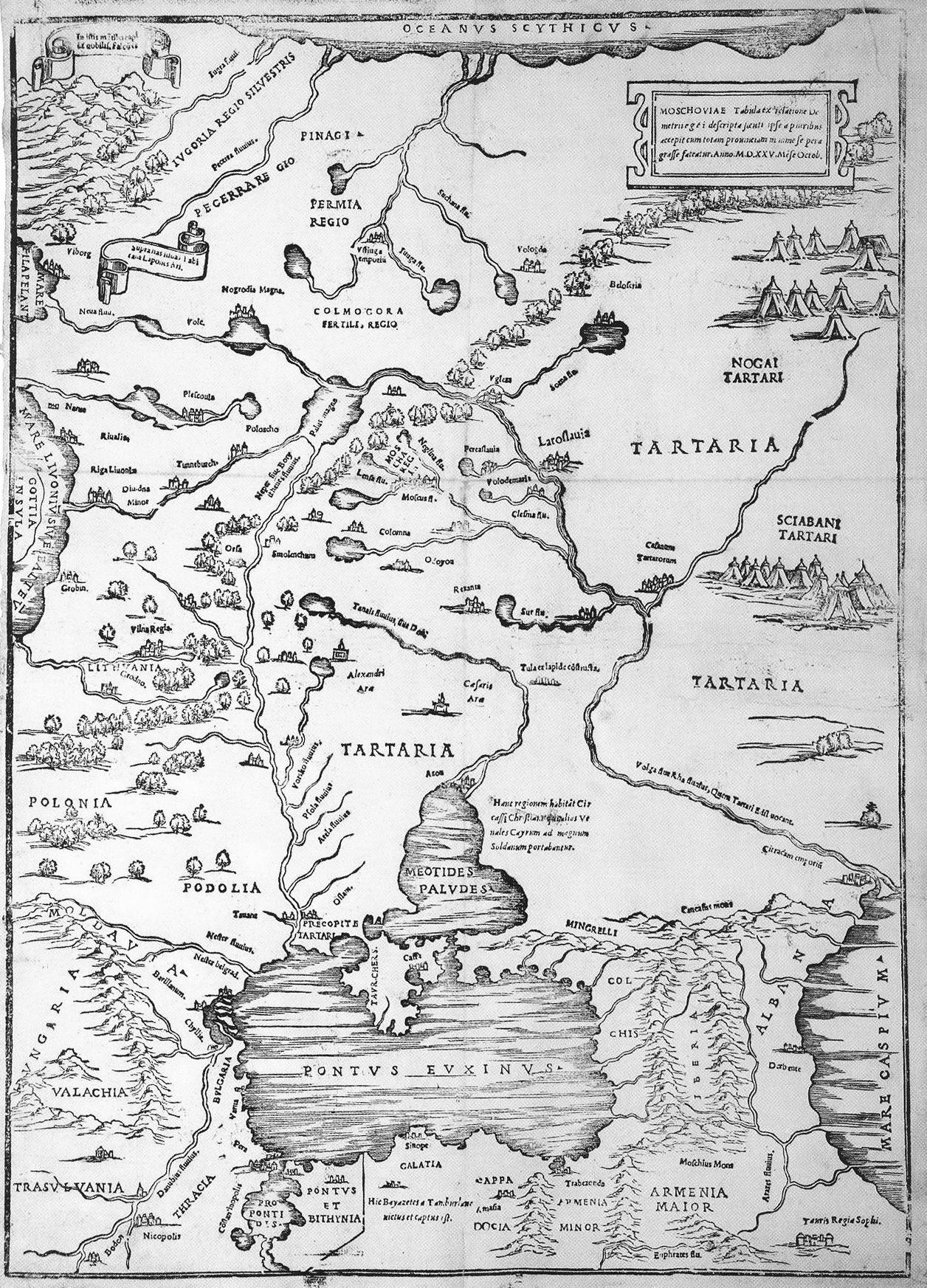
Чертёж Московии, составленный по сведениям «посла Деметрия», 1525 г. РГАДА, Москва.

«Посол Деметрий Эразмий» — под такой латинизированной версией имени был известен Герасимов в Италии — сыграл роль в сообщении европейской науке сведений о России. Летом 1525 года во время своей римской миссии он не один раз общался с Паоло Джовио (он же Павел Иовий Новокомский), который осенью того же года опубликовал свою «Книгу о посольстве Василия, великого князя Московского, к Клименту VII» (лат. Pauli Jovii Novocomensis de Legatione Basilii Magni Principis Moscoviae ad Clementem VII liber). Книга содержит сведения о религии и быте московитов, а также о географии Московии (а также Швеции и Дании, также хорошо известных Герасимову). Иовий называет Герасимова «весьма искушённым в человеческих делах и Священном писании» (лат. humanarum rerum et sacrarum litterarum valde peritum) и указывает его возраст — 60 лет. Также он писал о том, что посол из Московии имеет «спокойный и восприимчивый ум» и «отличается весёлым и остроумным характером».
Павел Иовий в своей книге, основанной на рассказах Дмитрия Герасимова, пишет, что

никто не доходил до океана; ... знают только по слухам да ещё из баснословных по большей части рассказов купцов. Однако достаточно известно, что Двина, принимающая в себя бесчисленные реки, несётся в стремительном течении к северу, и что море там имеет такое огромное протяжение, что, по весьма достоверному предположению, держась правого берега, оттуда можно добраться на кораблях до границ Китая, если в промежутке не встретится какой-нибудь земли.

Так в Европе возникла мысль о возможном существовании Северо-восточного прохода. Джовио пишет и о приложенным к книге чертеже страны, который, однако, не был найден ни в одном из её экземпляров. Первый экземпляр этого чертежа был выставлен на аукционе Sotheby’s, проходившем в Лондоне 7 декабря 1993 г. Купленный, он ныне хранится в Москве, в собрании РГАДА (ф. 192, оп. 6, № 963), ксилография, 46,7 х 33,2 cм по рамке гравюры, вверху справа в картуше: «MOSCHOVIAE Tabula ex relatione Demetrue … Anno M.D.XXV. Mise Octob». Это первое гравированное на дереве географическое изображение нашей страны. По материалам этого чертежа в 1548 году в Венеции была составлена и выгравирована Джакомо Гастальди «MOSCHOVIA NOVA TABVLA», опубликованная в «Географии Птолемея» — первая географическая карта Московии, гравюра на меди, 13*17 см. Венецианский картограф Баттиста Аньезе в 1553 году составил рукописный атлас, включивший нарисованную  морскую карту с упоминанием имени Дмитрия в титуле этой карты: «Московия, составленная по рассказу посла Димитрия» — лат. Moscoviae tabula relatione Dimetrij legati descripta.

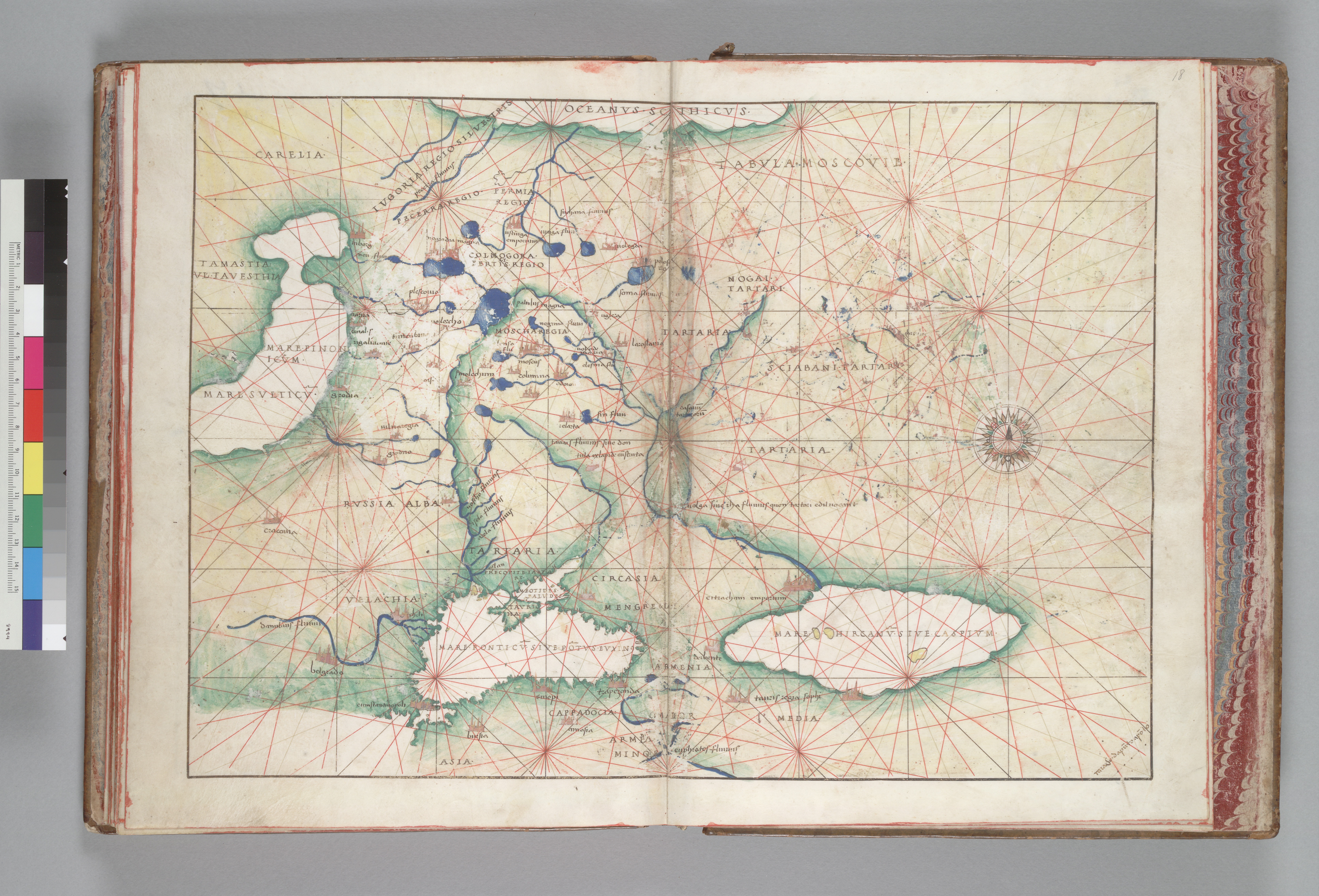
Морская карта (лист 17) из атласа 1553 г. Баттисты Аньезе

Можно полагать, что Герасимов сообщил Джовио лишь устные сведения, но не начертил и не передал ему никакого изображения; это подтверждает датировка чертежа октябрём 1525 года (то есть временем уже после отъезда посольства). Ксилография 1525 года воспроизводит сведения книги Джовио с некоторыми дополнениями касательно северных берегов России; о том, восходят ли эти дополнения к Герасимову (непосредственно или через Джовио), имеются разные мнения. Зеркально отображённая схема северных рек и земель у Иовия - Герасимова была воспроизведена на гравированных, то есть тиражированных, картах Московии Дж. Гастальди (1548 г.) и Дж. Рушелли (1561, 1562, 1564 и 1674 гг.).
Сообщения Герасимова использовал также Сигизмунд Герберштейн.
В 2020 году в международном журнале по истории картографии «Imago Mundi» была опубликована статья о находке в 2005 году итальянским тюркологом Дж. Беллинджери в Библиотеке св. Марка в Венеции другого экземпляра чертежа Московии П. Иовия. Примечательно, что тогда ни редакция авторитетного журнала, ни Дж. Беллинджери не знали о существовании первого экземпляра, находящегося с 1994 года в РГАДА в Москве. Краткое сообщение на русском языке об этой находке опубликовал в 2020 году Д. А. Хотимский. Истории публикаций кислографии Павла Иовия и сравнению двух экземпляров этой гравюры посвящена статья Д. А. Хотимского и А. М. Булатова «Первая печатная карта Московии: историография и сравнительный анализ её экземпляров из РГАДА и библиотеки Св. Марка» в московском журнале «Отечественные архивы».

## Проблемы идентификации нескольких современников — Мить и Дмитриев
В 1493 году русский Дмитрий Зайцов (Заецов) сопровождал посла Ивана III, грека Димитрия Раллиса Палеолога, в Данию; Е. Е. Голубинский отождествляет этого Зайцова с Герасимовым.
Современная наука отождествляет Герасимова с «Митей Малым» русских летописей, в то время как другой толмач Митя — «Старой» — считается другим лицом, скорее всего, греком Дмитрием Мануиловичем Траханиотом. Этому «Мите Старому» приписывается авторство новгородской Повести о белом клобуке и привезённые из-за рубежа по заказу Геннадия Новгородского (посылавшего его на два года в Рим и Флоренцию) календарно-хронологические и богословские материалы 1491—1493 годов об исправлении пасхалии в связи с приближением 7000 года от сотворения мира (в связи с чем усилились эсхатологические ожидания); по возвращении в Россию Геннадий щедро наградил его. О нём имеются сведения в старообрядческих рукописях, в одной из которых он называется «Дмитрием греком толмачом» (что говорит против тождества с Герасимовым). В XIX веке вопрос идентификации двух «Мить-толмачей» — «Малого» и «Старого», с одной стороны, и трёх твёрдо исторически известных Д(и)митриев-современников — греков Раллиса Палеолога и Траханиота и русского Герасимова, с другой стороны, был предметом долгой научной дискуссии. Проблема осложняется тем, что во второй половине XVI века, очевидно, уже после смерти Герасимова (дожившего до маститой старости) его также в ряде русских источников называют «Старым».

## Рукописи, связанные с именем Герасимова
- О списке трудов Афанасия Великого: Российская национальная библиотека. Погод, № 968, Л. 222 об.
- Кириллическая копия латинской псалтири: Государственный исторический музей. Чуд. № 53 (29).
- Перевод повести о Лоретской иконе Богоматери: Библиотека Российской академии наук. Арханг. Д. 193.
- Сказание о Молукитцкых островех: Российская национальная библиотека. Q. IV. № 412.
- Первый список перевода Бруно Вюрцбургского в составе Софийской Четьей минеи за август 1541: Российский государственный архив древних актов, Ф. 201, № 161, Л. 200—317.

### Публикации сочинений и переводов Герасимова
- Ягич И. В. Рассуждения южнославянской и русской старины о церковнославянском языке // Исследования по русскому языку. — СПб., 1896. — Т. 1. — С. 524-623.
- Казакова Н. А., Катушкина Л. Г. Русский перевод XVI в. первого известия о путешествии Магеллана // Труды Отдела древнерусской литературы. — Л., 1968. — Т. 23. — С. 240-252.
- Николай де Лира. Доказательства пришествия Христа: Латинский теологический трактат и его перевод на церковнославянский язык, выполненный Дмитрием Герасимовым в начале XVI в. / Перевод на русский язык, предисловие, аналитический обзор, указатель слов и словоформ Е. С. Фёдоровой = Probatio adventus Christi. — М.: Просветитель, 1999. — ISBN 5-7248-0058-6.
- Der russische Donat: Vom lateinischen Lehrbuch zur russischen Grammatik. Hrsg. und komment v. V. S. Tomelleri. — Köln: Böhlau, 2002. — ISBN 978-3-412-13901-8. (Рец.: Ромодановская В. А. Новая книга о «русском Донате» // Русский язык в научном освещении. — 2004. — № 2 (8). — С. 266-272. Архивировано 11 октября 2017 года.)

### Издания источников
- Горский А. В. Максим Грек Святогорец // Прибавл. к изд. творений святых отцов. — М., 1859. — Ч. 18. — С. 190—192.
- Воскресенская летопись // Полное собрание русских летописей. — 1859. — Т. 8. — С. 271.
- Описание рукописей Соловецкого монастыря, находящихся в библиотеке Казанской духовной академии. — Казань, 1881. — Ч. 1. — С. 150—151.
- Записки о московитских делах / Барон Сигизмунд Герберштейн. Книга о московитском посольстве / Павел Иовий Новокомский; Введ., пер. и примеч. А. И. Малеина. — М., 1908.
- Алексеев М.П.. Сибирь в известиях западно-европейских путешественников и писателей. Введение, тексты и комментарий. Том I. XIII—XVII вв. —  Иркутск, 1932. — С. 90—97. 
  - Алексеев М.П.. Сибирь в известиях западно-европейских путешественников и писателей, XIII—XVII вв. Введение, тексты и комментарий. Издание третье. —  Новосибирск, «Наука», 2006. — С. 77—84. ISBN 5-02-032373-X.
- «Воображаемая Сибирь. Географические чертежи и карты XVI - XVIII веков из собрания Алексея Булатова». Оформл. Вл. Галатенко. [Настенный календарь на 2006—2007 гг.] — Тобольск, Общественный благотворительный фонд «Возрождение Тобольска», 2006. — Л. 7—8[1].
- Павел Йовий. Книга о посольстве Василия, великого князя» Московского, к папе Клименту VII. Пер. А.И. Малеина и О.Ф. Кудрявцева. // Россия в первой половине XVI в.: Взгляд из Европы. Сост. и прим. О.Ф. Кудрявцев. — М.: «Русский мир», 1997. — С. 217-306. — ISBN 5-85810-030-9.

### Исследования
- Евгений (Болховитинов). Словарь исторический о бывших в России писателях духовного чина грекороссийской церкви. — СПб., 1818.
- Григорович И. Переписка пап с российскими государями в XVI веке. — СПб., 1834.
- Соболевский А. И. Переводная литература Московской Руси XIV—XVII веков. — СПб., 1903. — С. 122, 186, 189—193.
- Пирлинг П. Россия и папский престол. Кн. 1. — М.: Печатня А. Л. Будо, 1912. — С. 311—319.
- Герасимов, Дмитрий // Русский биографический словарь : в 25 томах. — СПб.—М., 1896—1918.
- Старков В. Ф. Описание карты 1525 г. // Отечественные архивы. — М., 1994. — № 4. — С. 8—15.
- Иконников В. С. Максим Грек и его время // Собрание исторических трудов. — Киев, 1915. — Т. 1.
- Лурье Я. С. Идеологическая борьба в русской публицистике конца XV — начала XVI вв. — М.—Л.: АН СССР, 1960.
- Bagrow L. At the Sources of the Cartography of Russia // Imago Mundi. — 1962. — Т. 16. — С. 33—48.
- Зимин А. А. Россия на пороге Нового времени. Очерки политической истории России первой трети XVI в. — М.: Мысль, 1972.
- Казакова Н. А. Дмитрий Герасимов и русско-европейские культурные связи в первой трети XVI в. // Проблемы истории международных отношений : Сб. — Л., 1972. — С. 248—266.
- Рыбаков Б. А. Русские карты Московии XV — начала XVI вв. — М.: Наука, 1974. — С. 70—84.
- Ковтун Л. С. Лексикография в Московской Руси XVI — начала XVII вв. — Л.: Наука, 1975. — С. 81—83.
- Синицына Н. В. Максим Грек в России. — М.: Наука, 1977. — С. 64, 71, 72.
- Казакова Н. А. Дмитрий Герасимов (Митя Толмач, Митя Малый) // Словарь книжников и книжности Древней Руси. — Л.: АН СССР. ИРЛИ, 1988. — Т. 2, вып. 1.
- Горшкова К. В., Хабургаев Г. А. Историческая грамматика русского языка. — 2-е изд. — М.: МГУ, 1997. — С. 357—358.
- Успенский Б. А. История русского литературного языка (XI—XVII вв.). — 2-е изд. — М.: Аспект-Пресс, 2002. — С. 302. — ISBN ISBN 5-7567-0146-X.
- Tomelleri V. S. Il Salterio commentario di Brunone di Würzburg in area slavo-orientale: Fra traduzione e tradizione (con un'appendice di testi). — München: Sagner, 2004. — ISBN 3-87690-879-5.
- Багров Л. История русской картографии. — М.: Центрполиграф, 2005. — С. 92—96. — ISBN 5-9524-1676-4.
- Макарий (Веретенников). Герасимов Дмитрий // Православная энциклопедия. — М.: ЦНЦ «Православная энциклопедия», 2006. — Т. XI. — С. 171—173.
- Петрова М. С. Восприятие латинского грамматического знания русской ученостью в XVI веке: на примере Дмитрия Герасимова и других // Диалог со временем. Альманах интеллектуальной истории, 34, 2011. — С. 311—364.

1. ↑  Воображаемая Сибирь 00. Дата обращения: 24 октября 2021. Архивировано 24 января 2018 года.